# Jezioro Maszewskie
Jezioro Maszewskie – jezioro rynnowe na Równinie Nowogardzkiej, położone w gminie Maszewo, w powiecie goleniowskim, w woj. zachodniopomorskim. Nad południową jego częścią leży miasto Maszewo, w którym funkcjonuje kąpielisko.
Jezioro jest największym zbiornikiem koło Maszewa – jego powierzchnia wynosi 12,77 ha. Ma wydłużony kształt o przebiegu południkowym, o długości 1,4 km i szerokości do 150 m. Od północy wpada do niego rzeka Leśnica. Poniżej środkowej części występuje krótkie zwężenie do ok. 20–30 m.
Zbiornik posiada strome brzegi, których wysokość zboczy sięga 18 m. Na północ od Jeziora Maszewskiego w rynnie znajdują dwa zbiorniki o pow. 2,0 i 5,0 ha oraz szereg mniejszych. Przez większość z nich przepływa rzeka Leśnica.
Według danych z 2008 jakość wody kąpieliska nad Jeziorem Maszewskim odpowiada wymaganiom sanitarnym.
Północne brzegi pokrywa szeroki pas drzew, a na północ w rynnie rzeki rośnie niewielki las. Całe jezioro jest otoczone drzewostanem liściastym, brzegi poza plażą są porośnięte trzciną. Nad południowo-wschodnim brzegiem biegnie droga wojewódzka nr 113.
Według typologii rybackiej jest to jezioro karasiowe. 
Jezioro Maszewskie obecny kształt przybrało w wyniku wybudowania grobli w pobliżu dzisiejszego mostu przy młynie. Spływ wody wykorzystywano do napędzania młyna, jak również do chłodzenia turbin elektrowni. W celu zasilenia jeziora w większą ilość wody doprowadzono ją z rzeki Stepniczki (obecnie nie istnieje) dodatkowo zasilano je przez podziemne źródełka. Jezioro było zagospodarowane na kąpielisko miejskie – w okresie międzywojennym zbudowano pawilon z drewna w stylu domku japońskiego, do którego w okresie letnim od czerwca do końca września przenoszona była cała działalność domu kultury. W latach 50. zbudowano molo oraz postawiono kabiny kąpielowe (1965). Pawilon spalił się 19 listopada 1978, zniszczeniu uległo również molo. Obecne wejście główne na plażę zostało wybudowane dzięki zasypaniu pozostałych bagien w latach pięćdziesiątych.

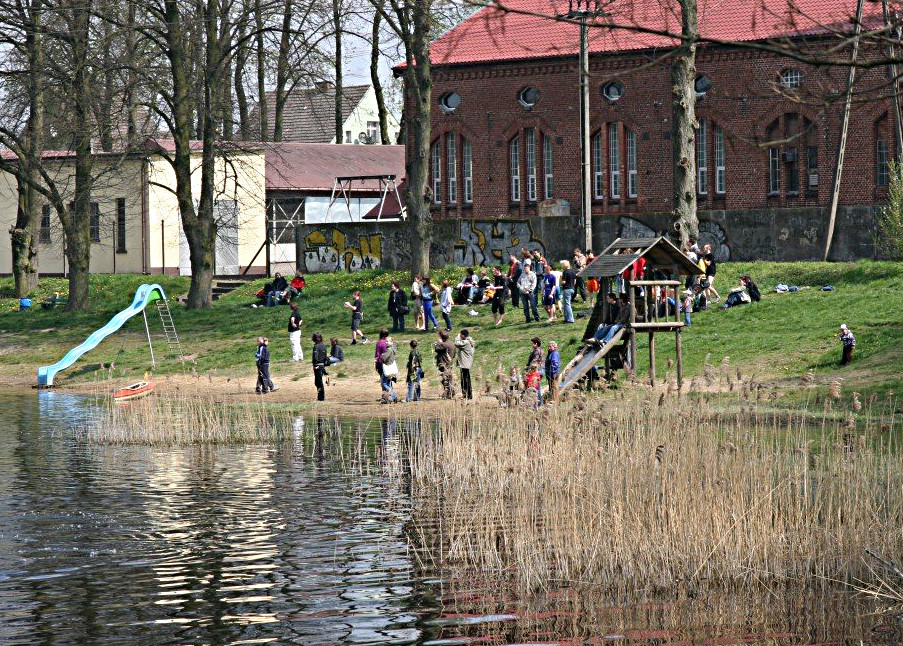
Wschodni brzeg

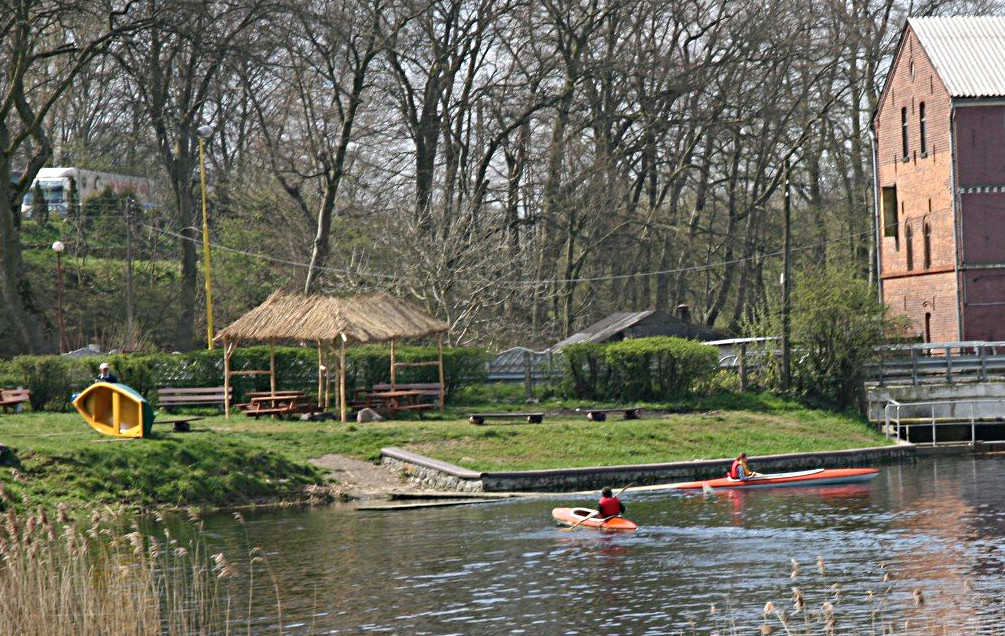
Południowy brzeg, w tle młyn